# Hôtel de ville de Vire
L'hôtel de ville de Vire est un édifice situé sur le territoire de la commune de Vire Normandie dans le département français du Calvados.

## Localisation
Le monument est situé dans le département français du Calvados, à Vire Normandie, dans l'ancienne commune de Vire.

## Histoire
L'ancien édifice communal, réalisé par René Levavasseur, est gravement endommagé lors des bombardements de la bataille de Normandie en juin 1944. 
Claude Herpe, architecte en chef de la ville nommé en 1951, est désigné (il dessine les plans), auquel est adjoint Raymond David (réalisation).
Le projet pour l'édifice proposé, dont le plan moderne est conçu initialement pour Alger, reçoit une opposition forte dans la ville, ce qui entraîne des ralentissements dans les travaux.
Le bâtiment est inauguré les 21 et 22 juillet 1956.
L'édifice fait l'objet d'une inscription au titre des monuments historiques depuis le 5 juillet 2010 : sont cités les façades et les toitures, les escaliers et les rampes extérieurs, les circulations côté nord, la salle du conseil municipal et la salle des mariages, le hall et les dégagements de l'entrée est.

## Architecture
L'œuvre est caractérisée par sa position : une déclivité de terrain. L'architecte organise le bâtiment en terrasses successives
sur lesquelles des volumes parallélépipédiques semblent posés en équilibre. L'entrée de la lumière est favorisée par l'emploi de hautes baies.

## Décoration
Un bas-relief extérieur parachève l'hôtel de ville, sa réception n'ayant lieu qu'en 1960 : René Babin en est l'auteur.